# Brahman (Philosophie)
Brahman (Sanskrit, n. ब्रह्मन् brahman) bezeichnet in der hinduistischen Philosophie die unveränderliche, unendliche, immanente und transzendente Realität, welche den ewigen Urgrund von allem darstellt, was ist. Die älteste Bedeutung des Wortes in den Veden ist „heiliges Wort“ oder „heilige Formel“ und gewann hier die allgemeine Bedeutung einer „heiligen Kraft“ an sich. Seit den Upanishaden steht das Wort Brahman für das Absolute, also das, was unwandelbar bleibt, behielt jedoch daneben seine ursprüngliche Bedeutung bei, nämlich die der „heiligen Rede“.

## Erläuterung
Brahman ist ein unpersönliches Konzept vom Göttlichen, das keinen Schöpfer und keinen Lenker beinhaltet, ein Urgrund des Seins, ohne Anfang und ohne Ende.  Und doch bildet es den gedacht chronologischen Anfang allen Seins. Denn dies, so die Philosophen der Upanishaden, ist die notwendige Voraussetzung dafür, dass alles Materielle und Geistige überhaupt erst entstehen kann. Obwohl attributlos, wird Brahman doch als Sat-Chit-Ananda (Sein-Bewusstsein-Glückseligkeit) beschrieben. Wie sonst, so die frühen Überlegungen, hätte es selbst Bewusstsein erzeugen können. Demnach kann es auch nicht gänzlich als substanzlos bezeichnet werden. Denn geht man davon aus, dass es Materie hervorbringen kann, muss es selbst Substanz besitzen. Brahman ist omnipräsent, in Geist und Materie, als unsichtbare, unhörbare und undenkbare Kraft. Es ist auch das Unsterbliche, das über den Göttern steht. Es wird auch als Avyaktabrahman (Sanskrit n., अव्यक्तब्रह्मन् avyaktabrahman) genannt, das ist der „göttliche Urgrund“ (Brahman) in seiner, für den Menschen, nicht offenbaren Form. Avyaktabrahman ist das Göttliche an-sich in seiner nicht manifestierten Gestalt, der Urgrund der Welt.
Ein monistischer Ansatz wird deutlich, der dem Polytheismus entgegentritt. Dieser Ansatz jedoch kann wiederum eine theistische Ausprägung erhalten, wenn im hinduistischen Glaubensleben die jeweiligen bevorzugt verehrten Götter als das höchste Brahman gelten. Dies geschieht als Folge einer Personalisierung dessen. So stellt für Anhänger von Shiva dieser das Brahman dar, für Anhänger der Göttin Devi eine ihrer Formen, während Vishnu-Verehrer diesen als das höchste Brahman betrachten.
Die Upanishaden beschäftigen sich intensiv mit der Definition des Begriffes, so erklärt ein viel zitierter Spruch in Sanskrit:

„sarvam khalvidam brahma – Wahrlich, dies alles ist Brahman.“

Da keine Aussage das Brahman definieren kann, sagt der Weise: neti, neti – nicht so, nicht so. Auch die Brihadaranyaka-Upanishad (3.8.8) beschreibt das Brahman, indem sie alle Eigenschaften verneint:

„Dieses ... nennen die Kenner des Brahman das Unvergängliche. Es ist nicht grob, nicht fein; nicht kurz, nicht lang; blutlos, fettlos; schattenlos, finsterlos; windlos, raumlos; ohne Haftung; ohne Tastsinn, ohne Geruchssinn, ohne Geschmackssinn, ohne Gesichtssinn, ohne Gehörsinn; ohne Sprachfähigkeit, ohne Denkfähigkeit; ohne Wärme, ohne Atem, ohne Mund; ohne Name, ohne Geschlecht; nicht alternd, nicht sterbend; bedrohungslos, unsterblich; ohne Raum, ohne Laut; nicht geöffnet, nicht geschlossen; nicht folgend, nicht vorangehend; nicht außen, nicht innen.
Nichts langt hin zu ihm, niemand langt hin zu ihm...“

## Brahman und Atman
Im Zeitalter der Upanishaden (750-500 v. Chr.) werden Brahman und Atman als Wesenseinheit begriffen, die das wahre Wesen der Welt repräsentieren. Dieses Eine wird universell als Brahman, im Einzelnen als Atman erkannt.

„Dieser ist mein Atman im inneren Herzen, kleiner als Reiskorn oder Gerstenkorn oder Hirsekorn oder eines Hirsekornes Kern. Dieser ist mein Atman im inneren Herzen größer als die Erde, größer als der Himmel, größer als die Welten. […] Der Allwirkende, Allwünschende, Allriechende, Allschmeckende, dies All in sich Fassende, Wortlose, Achtlose, dieser ist meine Seele im inneren Herzen, dieser ist das Brahman, zu dem werde ich, von hier abscheidend eingehen. Wem solches ward, fürwahr, für den gibt es keinen Zweifel.“

Ein zentraler Satz der Chandogya Upanishade lautet: Tat tvam asi, „Das bist du“. Er drückt die Einheit des Menschen mit dem Brahman aus.
In der Bhagavadgita beschreibt Krishna dem Helden Arjuna das Brahman:

„Von Sinnesbanden unbeschränkt, erglänzt es wie durch Sinneskraft. Es trägt das All, und unberührt genießt es jede 'Eigenschaft'. Ist in und außerhalb der Welt, fest und beweglich, Ardschuna, so fein, dass niemand es gewahrt. Es ist zugleich entfernt und nah. Zerteilt durchdringt die Wesen es und bleibt in Wahrheit ungeteilt. Erhält ihr Sein durch seine Kraft, schafft und zerstört sie unverweilt. Das 'Licht der Lichter' heißt man es, das jenseits alles Dunkels thront, Erkennen und Erkenntnisziel; in jedes Wesens Herz es wohnt.“

## Brahman im Vedanta
Im Vedanta wurde der Begriff des Brahman und sein Verhältnis zur Einzelseele in den verschiedenen Schulen unterschiedlich interpretiert.

## Verwechslungsgefahr
Brahman ist nicht mit dem Schöpfergott Brahma zu verwechseln. Letzterer wird als männliche, personale Gottheit aufgefasst, die sich aus dem Brahman-Verständnis entwickelt hat. Diese monotheistische Ausprägung bietet eine Alternative zum monistischen Weltbild. In der Literatur kommt es zu vielerlei irreführenden Behauptungen nur auf Grund der Verwechslung der beiden unterschiedlichen Begriffe, zumal diese im Sanskrit auch ähnlich dekliniert werden.

## Einzelbelege
1. ↑  Robert Charles Zaehner: Der Hinduismus - Seine Geschichte und seine Lehre Wilhelm Goldmann Verlag, München, S. 52
2. ↑  Robert Charles Zaehner: Der Hinduismus - Seine Geschichte und seine Lehre. Wilhelm Goldmann Verlag, München, S. 53.
3. ↑  Robert Charles Zaehner: Der Hinduismus - Seine Geschichte und seine Lehre.Wilhelm Goldmann Verlag, München, S. 57.
4. ↑  Swami Harshananda: Hindu Gods and Goddesses, Sri Ramakrishna Math Mylapore, Madras, S. 13.